# Ulica Śląska w Szczecinie
Śląska – jedna z ulic szczecińskiej dzielnicy Śródmieście, położona na osiedlu Centrum. Do 1945 roku nosiła nazwę König-Albert-Straße (pol. ul. Króla Alberta).
Stanowi fragment gwiaździstego układu ulic w Centrum jako jedna z czterech dróg zbiegających się na placu Grunwaldzkim.

## Przebieg

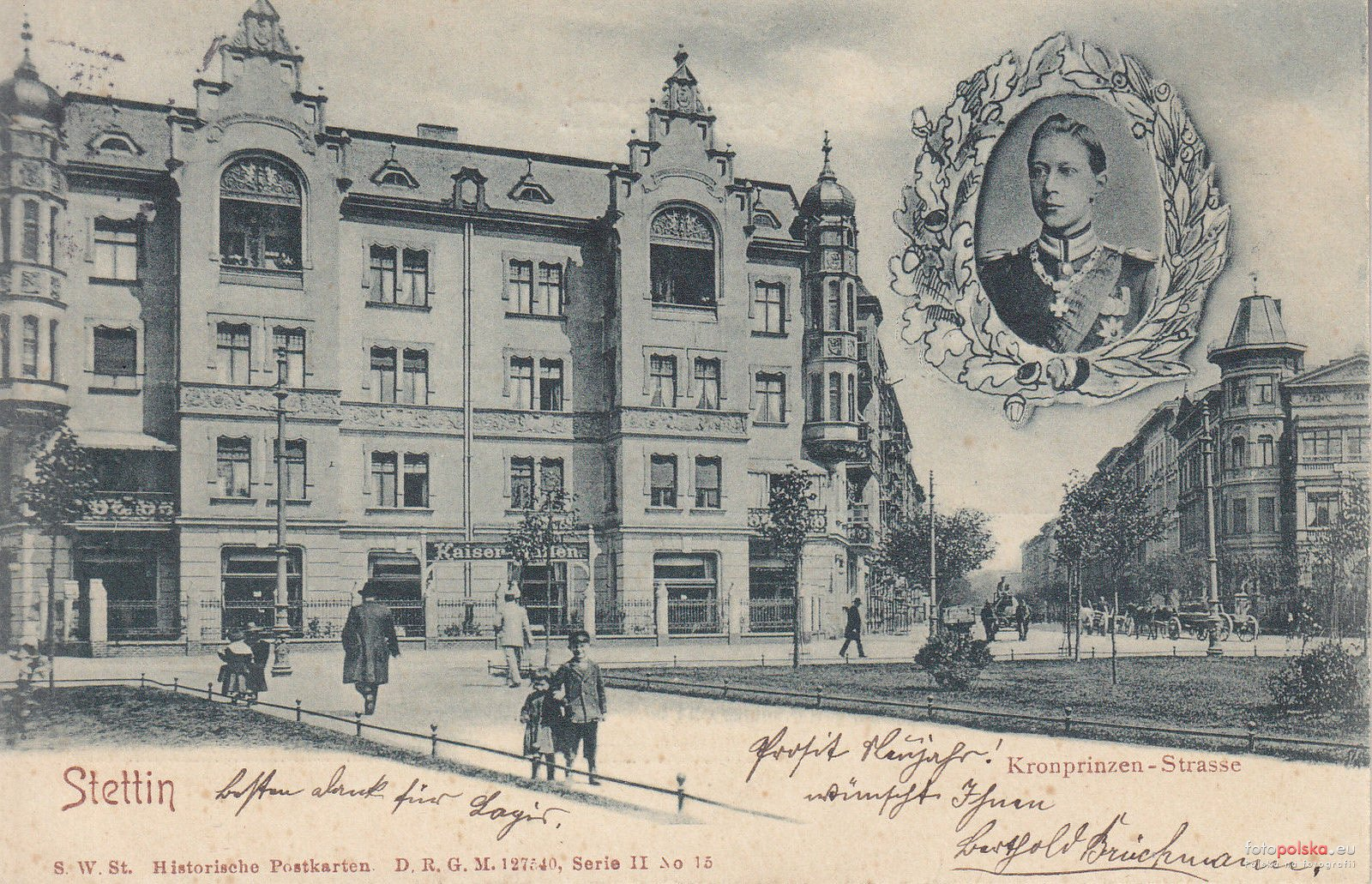
Narożnik z Kronprinzenstraße (Rayskiego) w 1900 r., kamienica nr 13

Przed wybuchem II wojny światowej obecna ul. Śląska rozpoczynała się od al. Wojska Polskiego. W czasie działań wojennych legła w gruzach zabudowa na narożniku z al. Wojska Polskiego, na której miejscu wzniesione zostały po 1963 roku bloki mieszkalne. Poprzez nową zabudowę zaburzony został dawny układ urbanistyczny; blok postawiono częściowo na miejscu dawnego wylotu ul. Śląskiej do al. Wojska Polskiego. Przekształcenia te spowodowały to, że dziś ulica zaczyna się ślepo za powojennymi blokami i jest odcięta od ciągu al. Wojska Polskiego, do której niegdyś dobiegała.
Ulica krzyżuje się kolejno z ul. Edmunda Bałuki (d. Obrońców Stalingradu), Jagiellońską, dochodzi do pl. Grunwaldzkiego i za placem Grunwaldzkim dobiega do ronda Ofiar Katastrofy Smoleńskiej (skrzyżowanie z ul. Mazurską). Stamtąd dociera do ul. Wielkopolskiej, gdzie kończy swój bieg.

## Zabudowa
Na zabudowę ulicy Śląskiej składa się w większości przedwojenna zabudowa kamieniczna z końca XIX wieku. Powojenna zabudowa znajduje się na odcinku ulicy, który ucierpiał w czasie wojny najmocniej – między pl. Grunwaldzkim a rondem Ofiar Katastrofy Smoleńskiej. Na tym odcinku znajdują się jedynie trzy przedwojenne kamienice oraz część oficyn zasłoniętych przez powojenny blok. Naprzeciwko tych zabudowań zlokalizowane jest boisko sportowe pobliskiej szkoły podstawowej nr 54. Przy ulicy Śląskiej znajduje się obecnie filia nr 20 Miejskiej Biblioteki Publicznej w Szczecinie (ul. Śląska 21). Kamienica przy ulicy Śląskiej 38 wpisana jest do rejestru zabytków.

## Zdjęcia

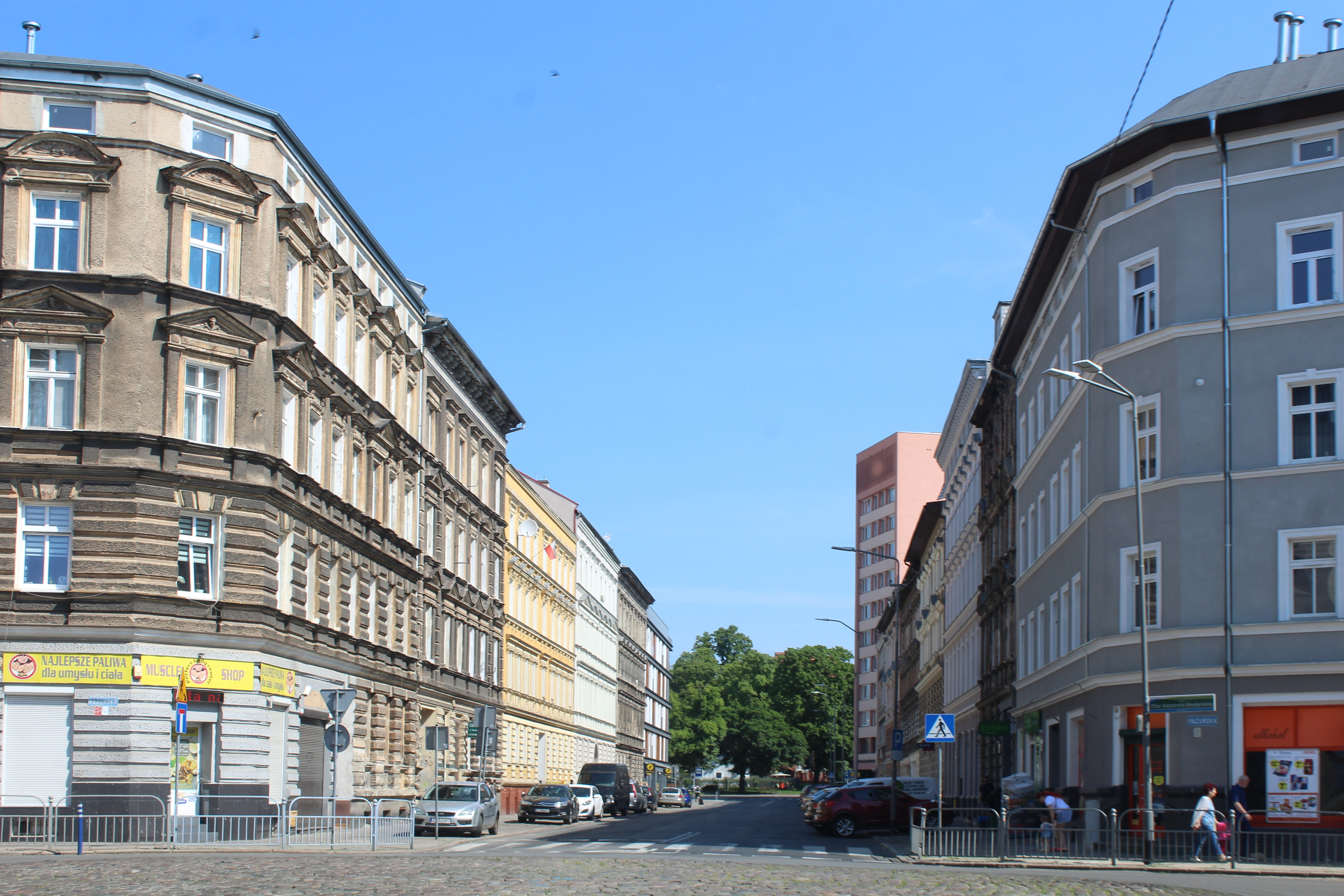
Widok na odcinek między ul. Mazurską a ul. Wielkopolską
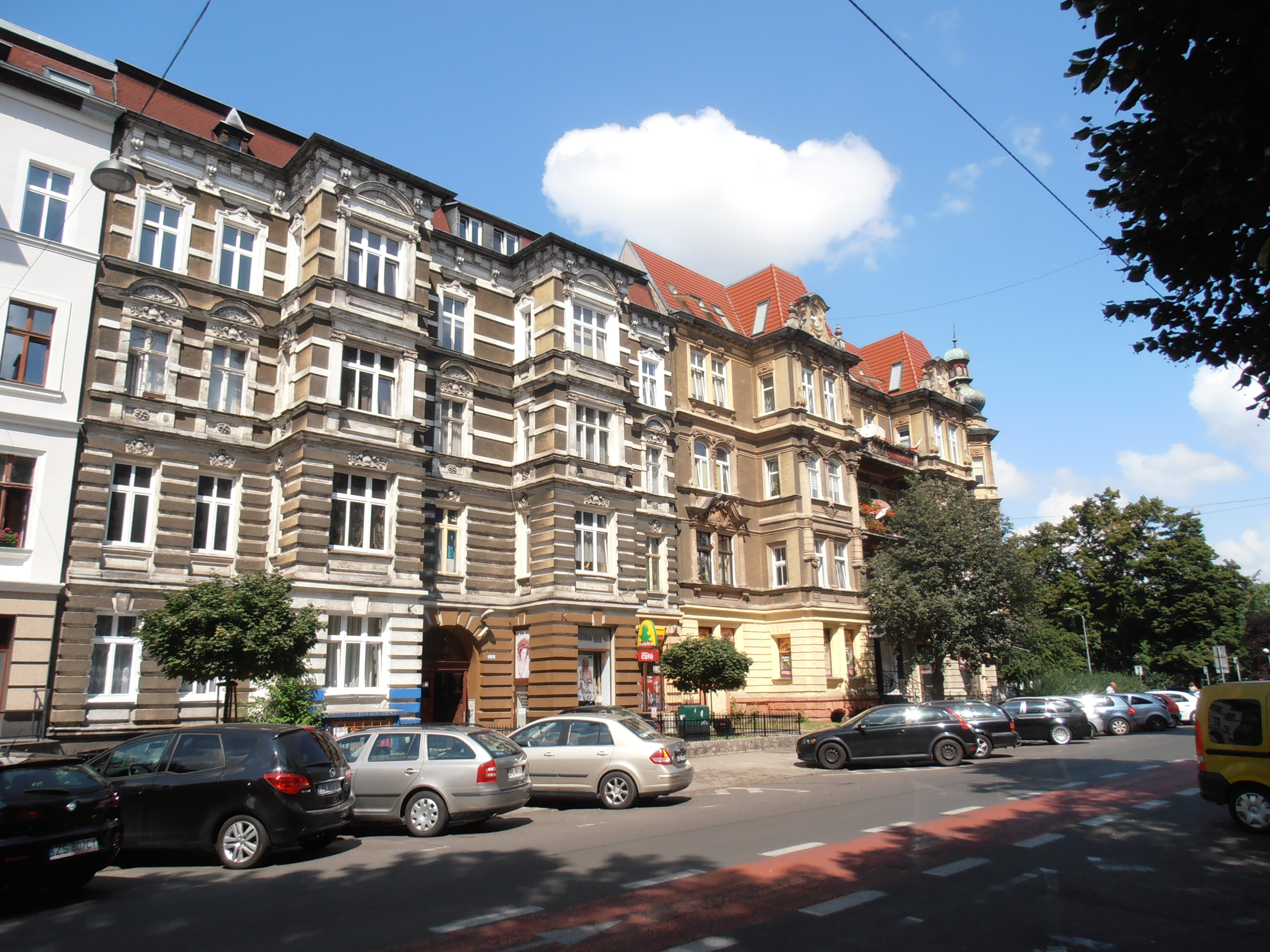
Zabudowa w pobliżu pl. Grunwaldzkiego
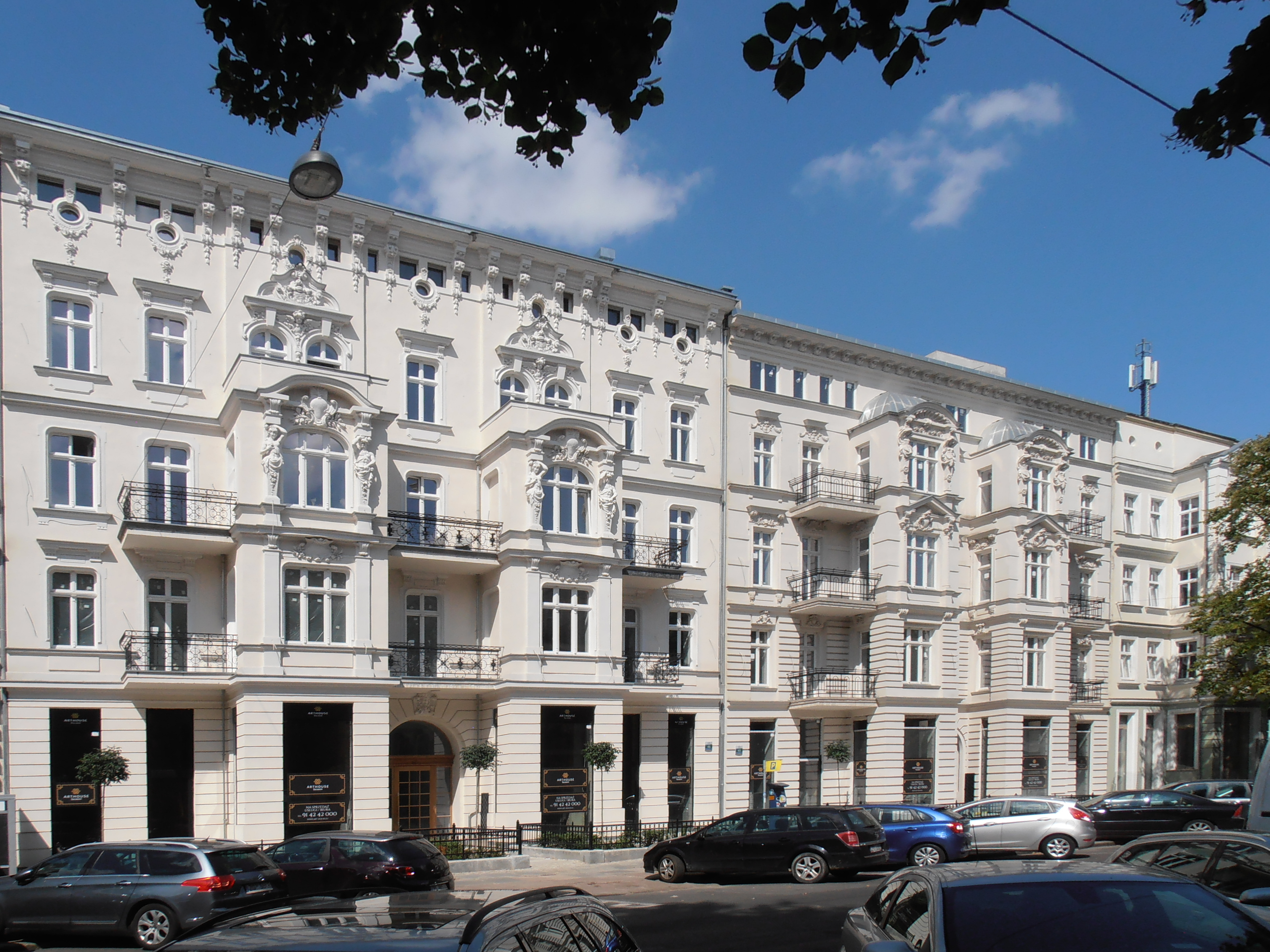
Odnowione kamienice w pobliżu ul. Bałuki
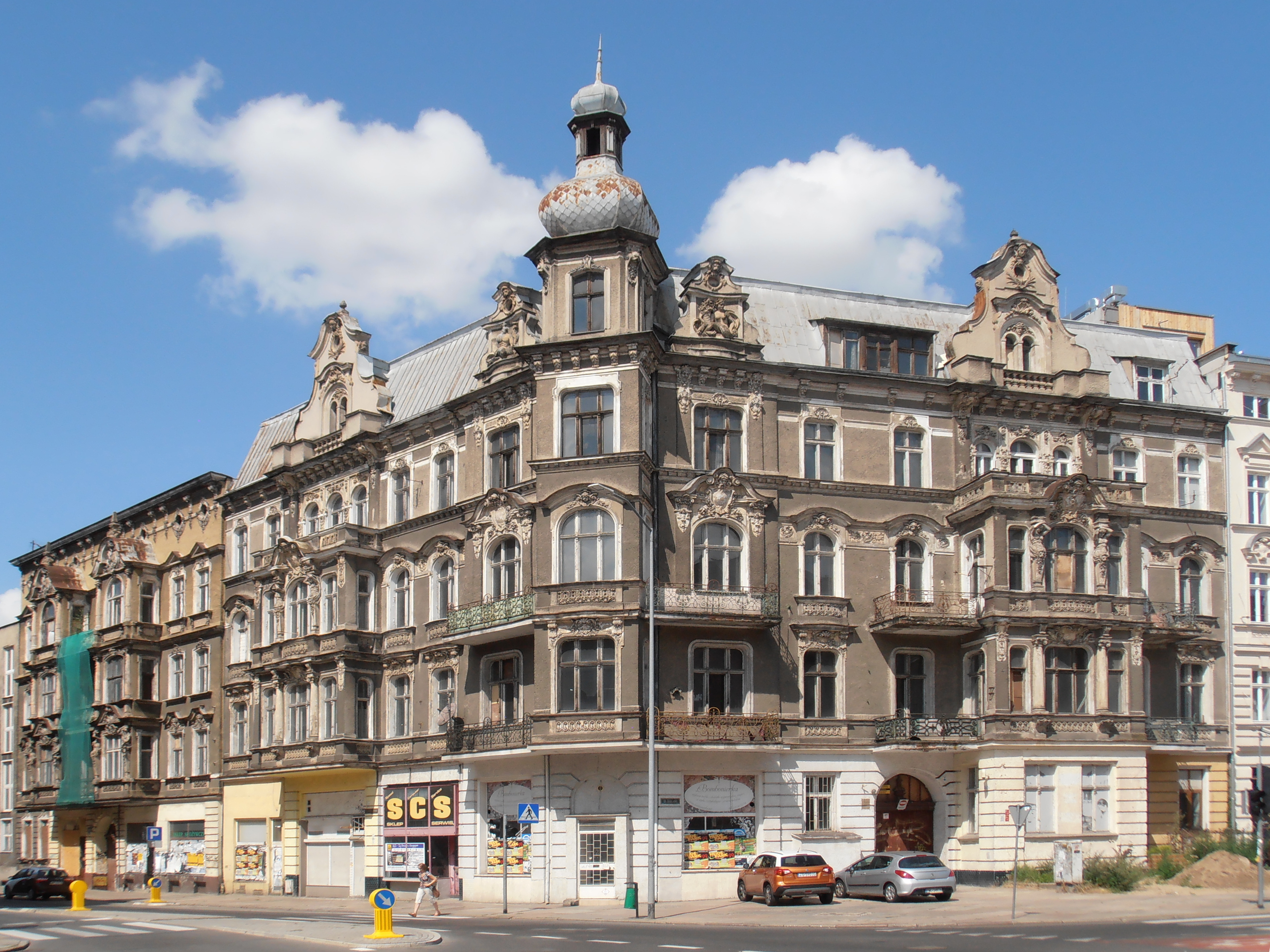
Narożnik z ul. Bałuki